# Civilization's Child
Civilization's Child er en amerikansk stumfilm fra 1916 af Charles Giblyn.

## Medvirkende
- William H. Thompson som Jim McManus.
- Anna Lehr som Berna.
- Jack Standing som Nicolay Turgenev.
- Dorothy Dalton som Ellen McManus.
- Clyde Benson som Jacob Weil.